# برایدن کلین
برایدن کلین (انگلیسی: Brydan Klein؛ زادهٔ ۳۱ دسامبر ۱۹۸۹) یک تنیس‌باز اهل بریتانیا است.

## شش ماه محرومیت
در ژوئیه ۲۰۰۹، کلاین پس از توهین نژادپرستانه به حریفش در یک تورنمنت در انگلستان، از انجمن تنیس حرفه‌ای محرومیت شش‌ماهه دریافت کرد. وی در مسابقات کراسکورت در ایست‌بورن، راون کلاسن، تنیس باز اهل آفریقای جنوبی، را با اصطلاح نژادپرستانه «کافیر»(kaffir) خطاب کرد. او توسط مؤسسه ورزش استرالیا به حالت تعلیق درآمد، به این معنی که در طول مدت محرومیتش مجاز به دریافت هیچ بودجه، مجاز به مربیگری یا پشتیبانی تناسب اندامی نمی‌باشد. او موافقت کرد که یک دوره تمرینی/ آموزشی در مورد رفتار نژاد\رستانه را بگذراند، و به خاطر اعمالش به صورت عمومی عذرخواهی کرد. او توسط ATP، حداکثر مبلغ ممکن توسط این سازمان، یعنی مبلغ ۱۴۰۰۰ دلار جریمه شد و بعداً پس از تحقیقات کامل در مورد این حادثه، ۱۰۰۰۰ دلار دیگر نیز به جریمه وی افزوده شد.